# Gaetano Savi
Gaetano Savi (13 de junio de 1769 - 28 de abril de 1844) fue un naturalista italiano.
Nace en Florencia y estudia con Giorgio Santi (1746–1822) y con Adolfo T. Tozzetti (1823–1902). En 1798 publica Flora Pisana (flora de Pisa); en 1801 sale la primera edición de Trattato degli alberi della Toscana (tratado sobre los árboles de Toscana); en 1808 Botanicon Etruscum (botánica del Etruria); y en 1818 Flora Italiana. Enseñó Física y Botánica en la Universidad de Pisa y fue director del Orto botanico di Pisa hasta 1814.
Su hijo fue el geólogo y ornitólogo Paolo Savi (1798–1871).
- La abreviatura «Savi» se emplea para indicar a Gaetano Savi como autoridad en la descripción y clasificación científica de los vegetales.[2]

## Publicaciones
- Alcune osservazioni botaniche inedite di Gaetano Savi, professore, etc. sui trifolium Gussoni e trifolium Cupani. Con tavola in rame - Biblioteca Italiana ossia Giornale di letteratura scienze ed arti (1820 nov, Volume 20, Fascicolo)
- Scelta di generi di piante coi loro respettivi caratteri, di Gaetano Savi, Pisa ecc. - Annali universali di tecnologia, di agricoltura, di economia rurale e domestica, di arti e di mestieri (1827 mar, Serie 1, Volume 3, Fascicolo 8 e 9)
- Sulla Magnolia grandiflora e sulla Magnolia acuminata. Osservazioni (inedite) del prof. Gaetano Savi (con una tavola in rame) - Biblioteca Italiana ossia Giornale di letteratura scienze ed arti (1819 nov, Volume 16, Fascicolo)